# هرزند
هرزند هي قرية في مقاطعة مرند، إيران. عدد سكان هذه القرية هو 1,051 في سنة 2006.